# Audi A5
Audi A5 — спортивный автомобиль (двухдверное купе на платформе Audi A4), производимый немецким aвтопроизводителем Audi с 2007 года на заводе в Ингольштадте. Audi A5 была одновременно представлена на Женевском автосалоне и Мельбурнском международном автосалоне 6 марта 2007 года. Производитель позиционирует модель как автомобиль класса Гран туризмо, тем самым заявляя его как конкурента BMW E92 (купе BMW 3-серии) и Mercedes-Benz CLK-класс (ныне выпускается как Mercedes-Benz CLE).

## Первое поколение
Audi A5 — вариант 4-го поколения Audi A4 (B8) в кузове купе. Выход A5 обозначил возвращение Audi на рынок среднеразмерных купе, на котором Audi была представлена до 1996 автомобилем Audi Coupe (B3/B4), основанным на Audi 80. Audi A4 (B6/B7) был выпущен в кузове кабриолет, но не купе. Из-за выхода Audi A5, A4 поколения B8, в кузове кабриолет, уже не был представлен.
Audi A5 дебютировала на новой платформе Audi MLP (Modular Longitudinal Platform), которая планировалась как основа для следующих поколений Audi A4, A6 и A8. Платформа замечательна тем, что уходит от «нависающего» (англ. overhung) положения установки двигателя перед передней осью, теперь двигатель располагается за ней, это сделано чтобы достигнуть более ровного распределения веса (52:48) между передней и задней осями.
Audi A5 — третье купе в модельном ряду Audi, наряду со вторым поколением TT и R8. A5 заимствовала ряд элементов от концепта Nuvolari quattro. A5 дебютировала с 3,2-литровым FSI V6 двигателем, мощностью 265 л.с. (195 кВт).
К спецификации модельного ряда Audi A5 можно отнести:

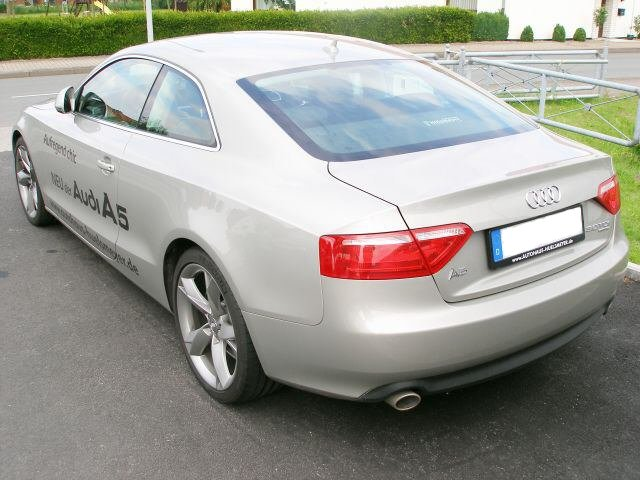
Audi A5 (вид сзади)

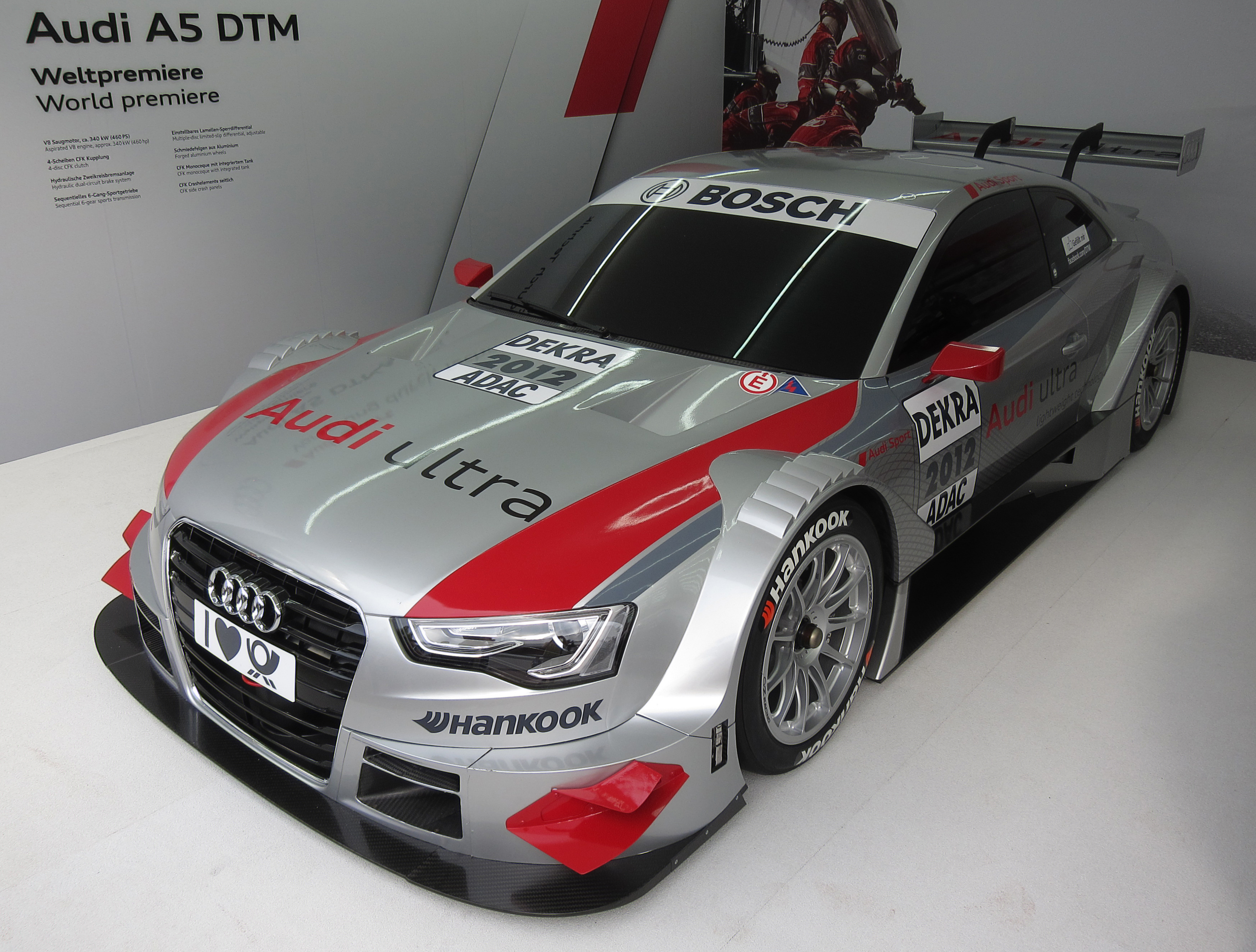
Гоночный Audi A5 DTM

- Audi valvelift system в двигателе 3.2 FSI (переменный механизм клапанного газораспределения, похож на BMW-Valvetronic);
- MMI — Мультимедийная информационная система;
- Полный привод quattro;
- Светодиодные полоски, для движения в дневное время, ксеноновые фары;
- Ксеноновые фары на моделях V6 и S5 входят в стандартную комплектацию, в Австрии и Швейцарии во все комплектации;
- Аудиосистема Bang & Olufsen
- и другие.

### Варианты двигателя
- Бензиновые двигатели

| Модель                             | Объём, см³ | Макс. мощность при об/мин      | Макс. крутящий момент при об/мин | Годы выпуска             |
| ---------------------------------- | ---------- | ------------------------------ | -------------------------------- | ------------------------ |
| Рядный 4-цилиндровый двигатель     |            |                                |                                  |                          |
| 1.8 TFSI                           | 1798       | 160 л.с. (125 кВт) @ 4800-6200 | 250 Н·м @ 1500-4800              | октябрь 2007 — июль 2012 |
| 2.0 TFSI                           | 1984       | 180 л.с. (132 кВт) @ 4000-6000 | 320 Н·м @ 1500-3900              | с июля 2008              |
| 2.0 TFSI                           | 1984       | 211 л.с. (155 кВт) @ 4300-6000 | 350 Н·м @ 1500-4200              | с июля 2008              |
| 6-цилиндровый V-образный двигатель |            |                                |                                  |                          |
| 3.2 FSI                            | 3197       | 265 л.с. (195 кВт) @ 6500      | 330 Н·м @ 3000-5000              | с 2007                   |
| 8-цилиндровый V-образный двигатель |            |                                |                                  |                          |
| S5                                 | 4163       | 354 л.с. (260 кВт) @ 7000      | 440 Н·м @ 3500                   | с 2007                   |

- Дизельные двигатели

| Модель                             | Объём, см³ | Макс. мощность при об/мин      | Макс. крутящий момент при об/мин | Годы выпуска    |
| ---------------------------------- | ---------- | ------------------------------ | -------------------------------- | --------------- |
| Рядный 4-цилиндровый двигатель     |            |                                |                                  |                 |
| 2.0 TDI                            | 1968       | 168 л.с. (125 кВт) @ 4200      | 350 Н·м @ 1750—2500              | 2008 (в планах) |
| 6-цилиндровый V-образный двигатель |            |                                |                                  |                 |
| 2.7 TDI                            | 2698       | 187 л.с. (140 кВт) @ 3500-4000 | 400 Н·м @ 1400-3250              | с 2007          |
| 3.0 TDI                            | 2967       | 237 л.с. (176 кВт) @ 4000-4400 | 500 Н·м @ 1500-3000              | с 2007          |

### Audi A5 Cabriolet

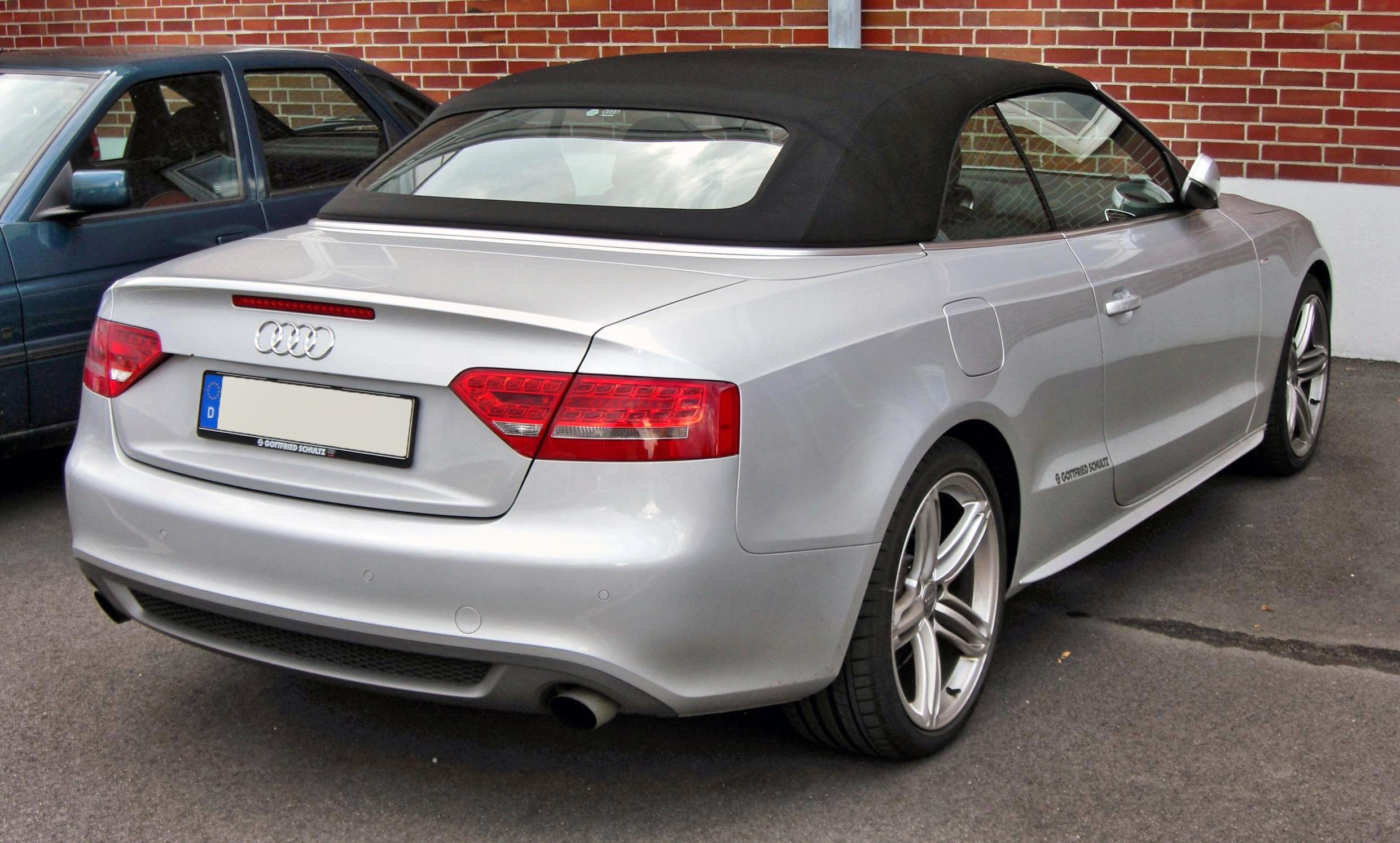
Audi A5 Cabriolet

Выпуск Audi A5 в кузове кабриолет начат с марта 2009. Audi подтвердила, что автомобиль будет иметь мягкую крышу, в отличие от твёрдой, металлической как на BMW E92. Цена - от 41.000 евро.

### Audi S5

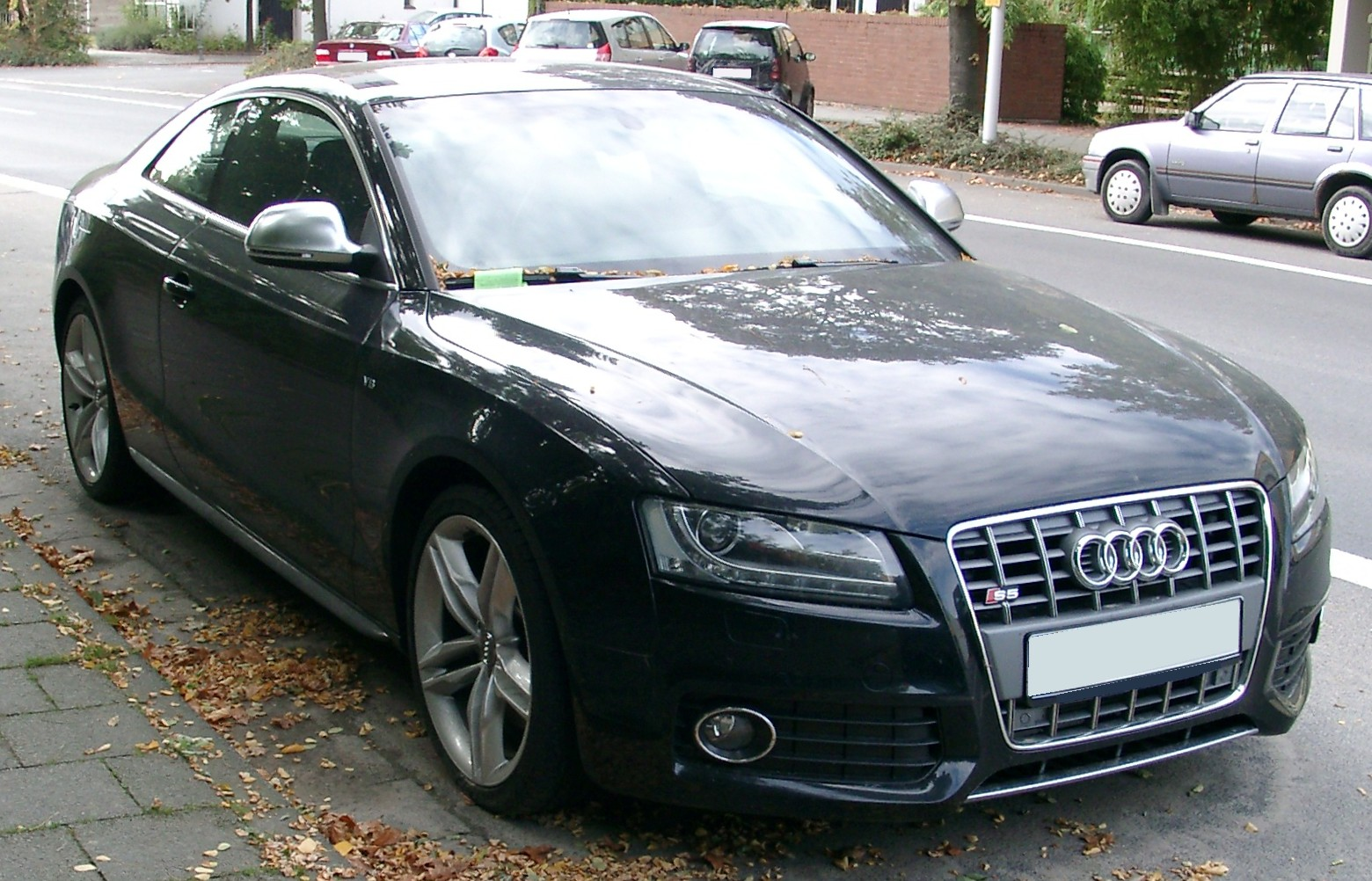
Audi S5

Audi S5 был представлен публике в то же самое время, что и A5. Автомобиль имеет двигатель V8 FSI объёмом 4,2 л., мощностью 354 л.с. (260 кВт) при 6800 об/мин и крутящим моментом 440 Н·м при 3500 об/мин.
Трансмиссия на S5 представлена 6-ступенчатой коробкой передач с ручным переключением, что соответствует традиции спортивных машин, а также 6-ступенчатой автоматической коробкой серии Tiptronic, использование которой позволяет уменьшить как потребление топлива на 2 л./100 км, так и снизить долю углекислоты в выхлопных газах, что существенно для западноевропейского покупателя.
Внешний дизайн: S5 от А5 отличается более «агрессивной» фронтальной частью - изменены бампер, радиаторная решётка, крылья, боковые зеркала имеют алюминиевый цвет. Сзади S5 выделяются двумя парами выхлопных труб.
Как и большинство Audi моделей S и RS, включая светодиодные полоски, для движения в дневное время, окружающие ксеноновые лампы (хотя на Audi A5 они поставляются в виде дополнительной опции). Также Audi S5 в стандартной комплектации идёт с 18-дюймовыми колёсными дисками из лёгких сплавов (различного дизайна), с большими тормозными дисками. Спортивные кожаные сиденья с подогревом и другие технические приспособления, некоторые из которых доступны как дополнительная опция на стандартном серийном A5.
Цена в стандартном исполнении от 56 900 евро (начало 2009). Обновление модели ожидается осенью 2009 года.

### Audi S5 Cabriolet

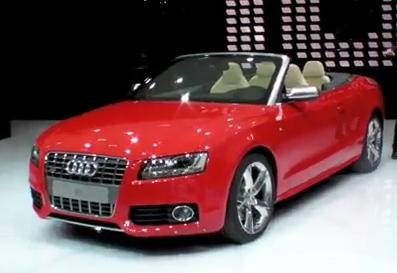
Audi S5 Cabriolet

Выпуск более спортивной модификации кабриолета — Audi S5 был вначале запланирован на 3-й квартал 2009, однако появился на рынке раньше — в мае 2009. Вместо шестицилиндрового мотора с мощностью 195 кВ/265 лс, стоящего на А5, в модели S5 моторизация начинается с 3-литрового Kompressor-V6 двигателя. Система прямого впрыска доводит его мощность до 245 кВ/333 лс и выдаёт крутящий момент в 440 Н·м. Этого хватает, чтобы разгонять кабриолет с нуля до 100 км/ч за 5,6 секунд. Максимальная скорость электронно ограничивается на 250 км/ч, однако мощности хватило бы и на большее. Цена — от 61 400 евро.

### Audi RS 5
Спортивное купе RS 5 является вершиной семейства Audi A5. Первое поколение оснащалось двигателем V8 объемом 4.2 литра, который выдавал 450 л.с. и разгонял автомобиль до 100 км/ч за 4.5 секунды. Автомобиль комплектуется 7-ми ступенчатой автоматической коробкой передач S-tronic. Для RS5 подразделение Audi Sport GmbH специально разработало боди кит, который включает в себя модифицированные передний и задний бампера, расширенные крылья, спойлер, двойные патрубки выхлопной системы.
Второе поколение RS5 было представлено на автосалоне в Женеве в 2017 году. Автомобиль получил 3-литровый  турбированный V6 мощностью 450 л.с. Автомобиль способен разогнаться до 100 километров в час всего за 3.9 с.

### Audi A5 Sportback

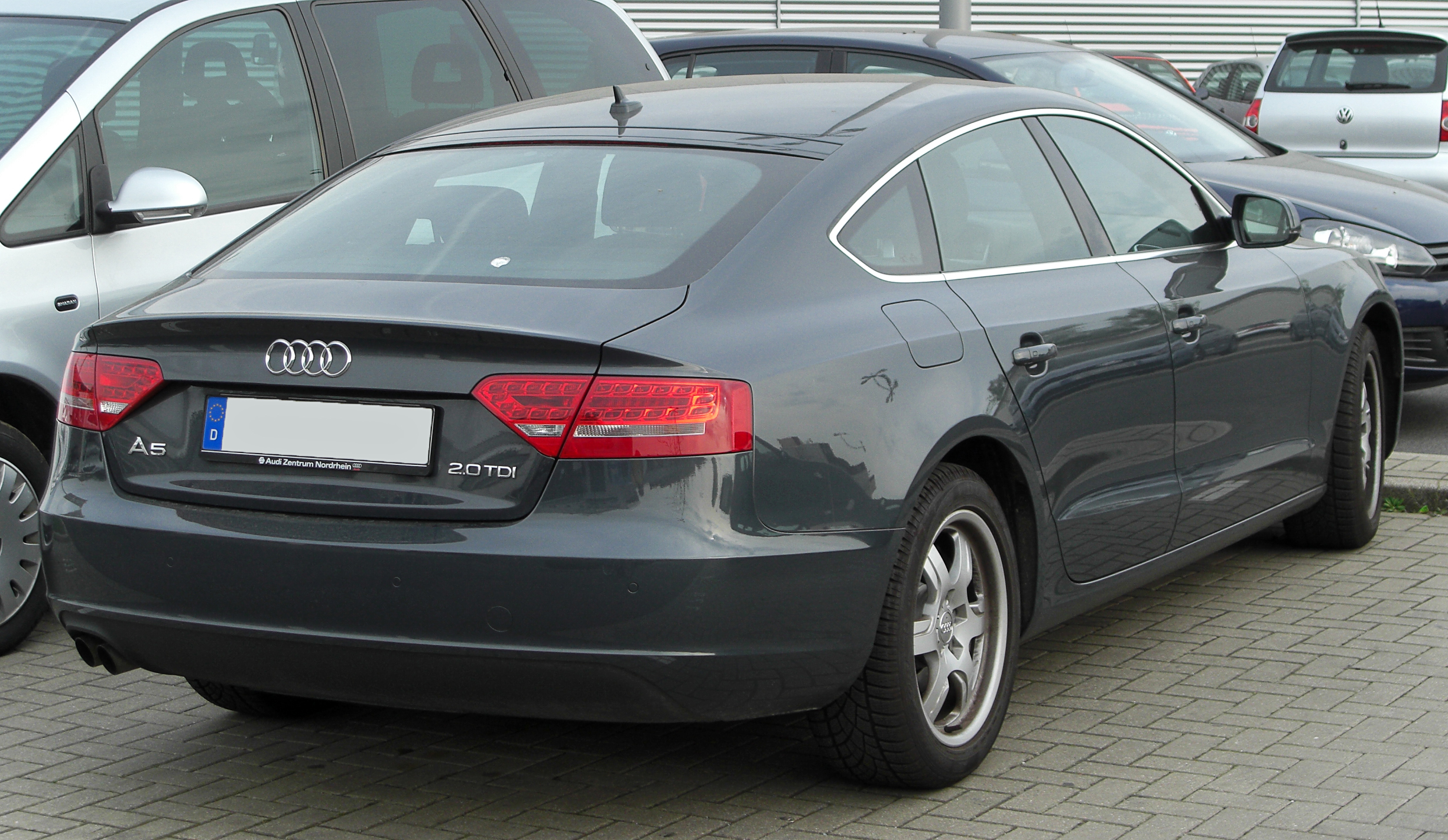
Audi A5 Sportback 2.0 TDI

От "обычной", А5 Sportback отличается дополнительными двумя задними дверями и удлинённой колёсной базой.

### Модификации
- Audi A5 Sportback 2.0 TDI Лифтбэк 2009
- Audi A5 Sportback 2.0 TFSI Лифтбэк 2009
- Audi A5 Sportback 2.0 TFSI multitronic Лифтбэк 2009
- Audi A5 Sportback 2.0 TFSI quattro S tronic Лифтбэк 2009 cabriolet 3dr
- Audi A5 Sportback 2.7 TDI Лифтбэк 2009
- Audi A5 Sportback 3.0 TDI quattro S tronic Лифтбэк 2009

### Рестайлинг первого поколения 2012 — 2015
Видоизмененная оптика, и отделка интерьера.

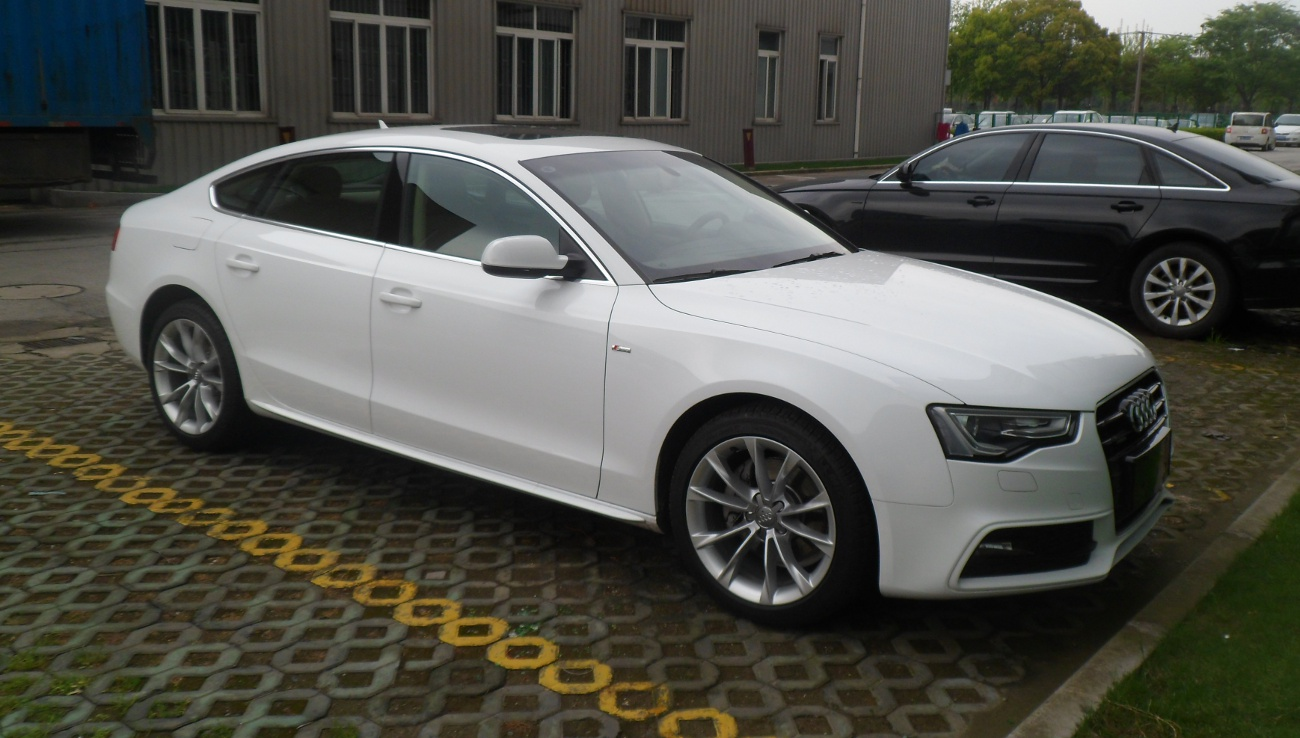
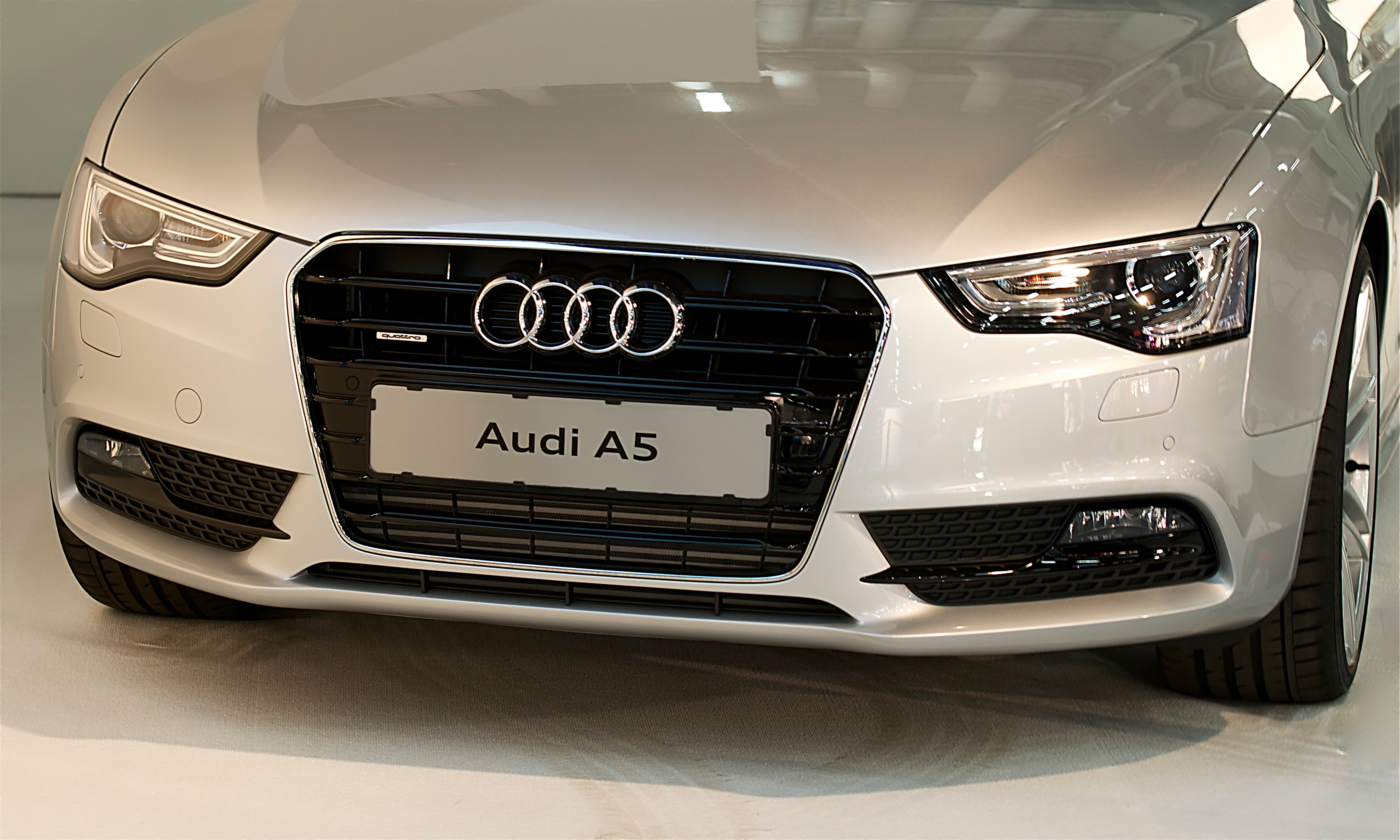
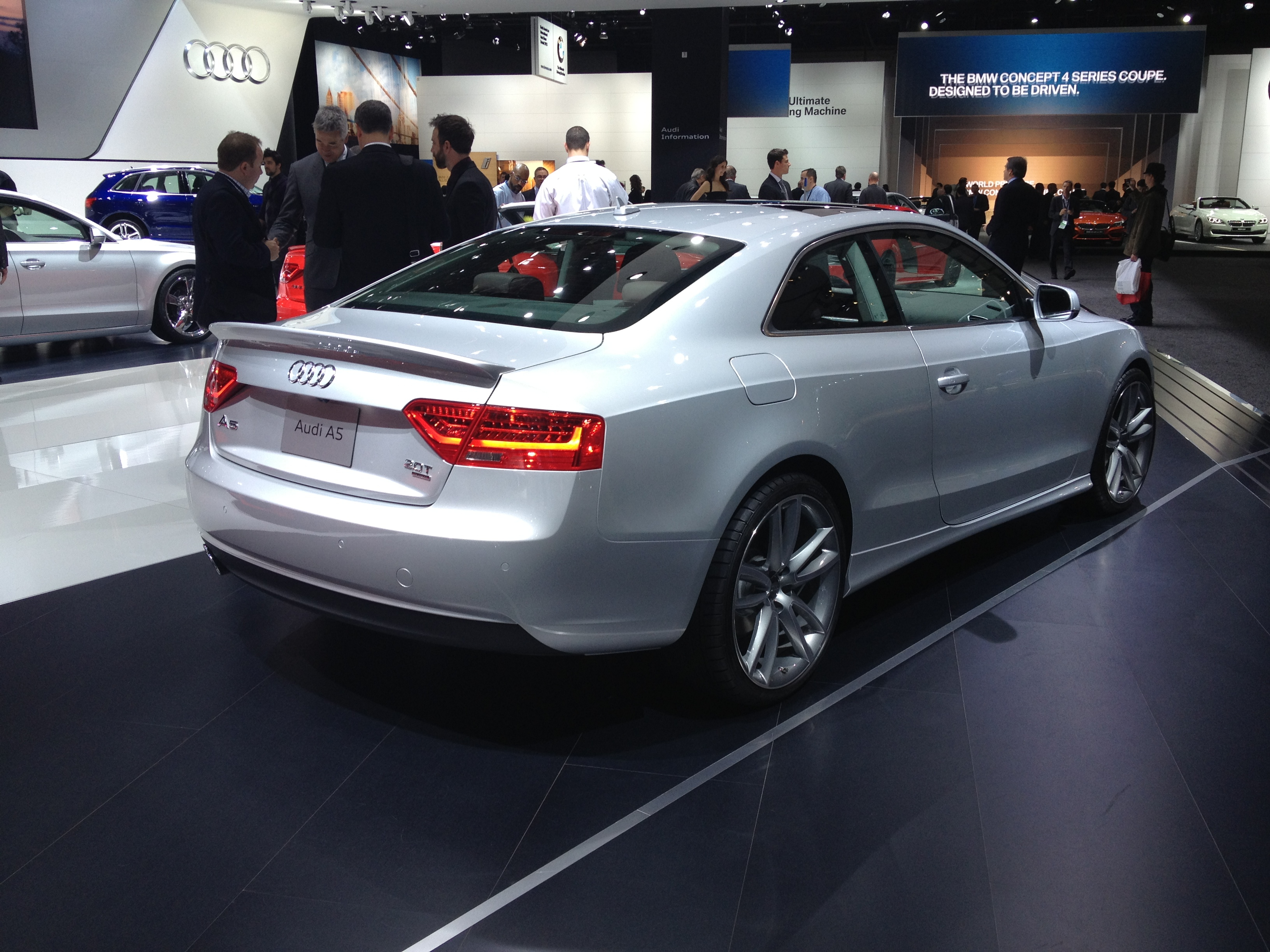

## Второе поколение
Дебют  A5 второго поколения состоялся 2 июня 2016 г. На территории России машина представлена в двух комплектациях – Design и Sport. Модель имеет модификации купе, фастбек и кабрио. Базовая версия доступна с двухлитровым 190-сильным дизелем, а топовый вариант оснащается бензиновым ДВС 2.0 л (250 л. с.). В 2020 Audi A5 2 поколения (F5) обновилась и прошла модернизацию, рестайлинг и лифтинг (фейслифт), по стандартам Audi раз в 8 лет выходит новая модель и в промежутках в 4 года их обновление (рестайлинг). В 2024 году ожидается выход нового поколения А5.

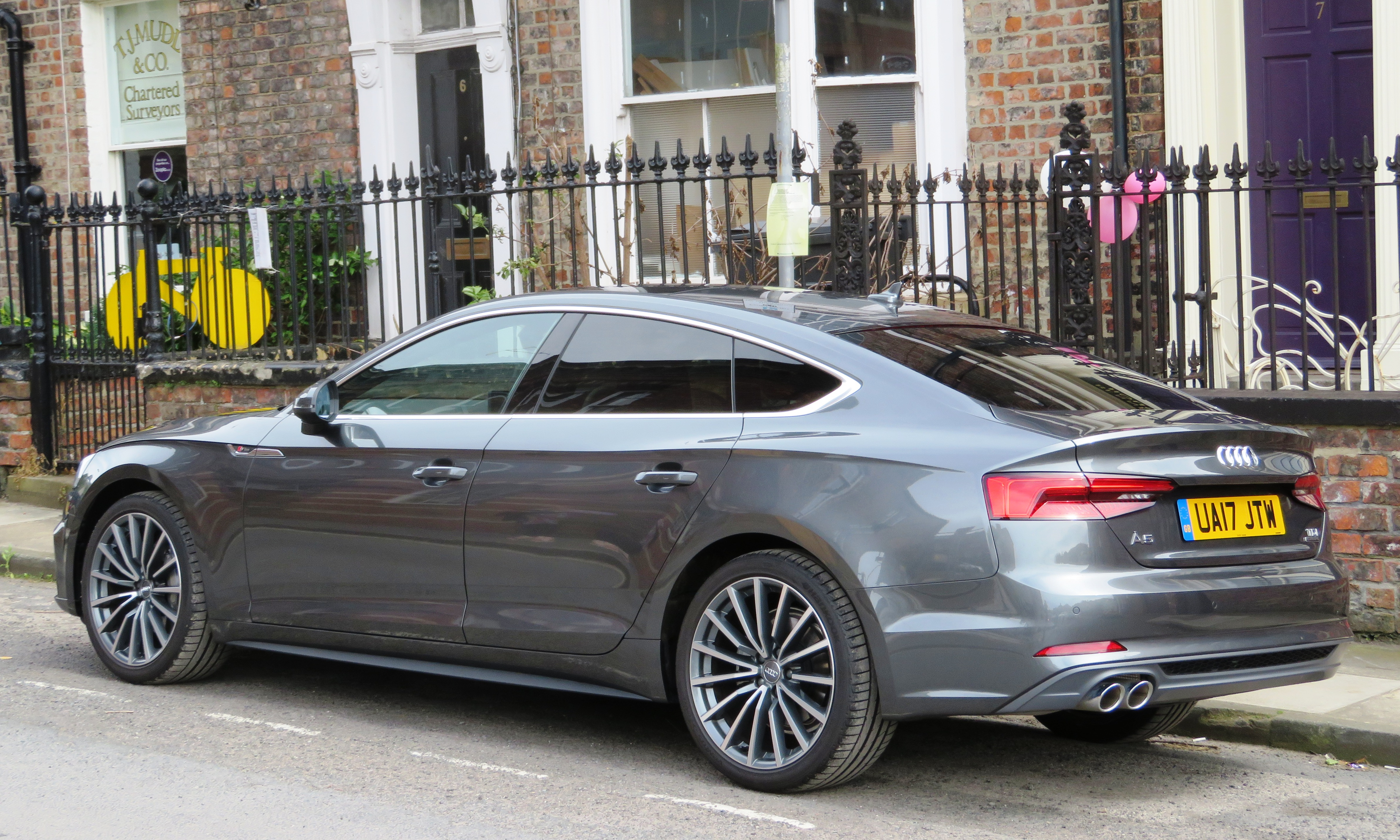
A5 Sportback
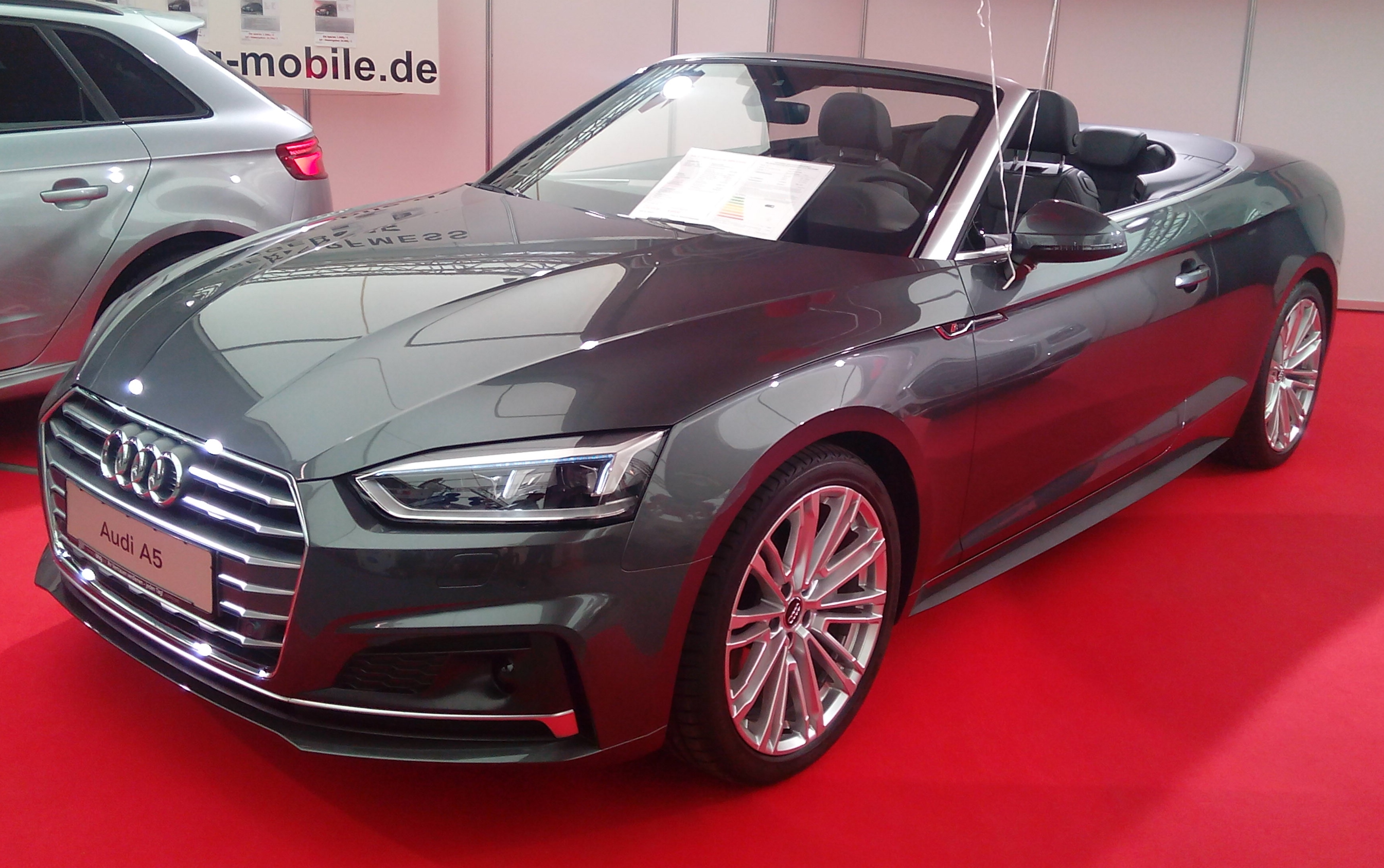
A5 Cabriolet
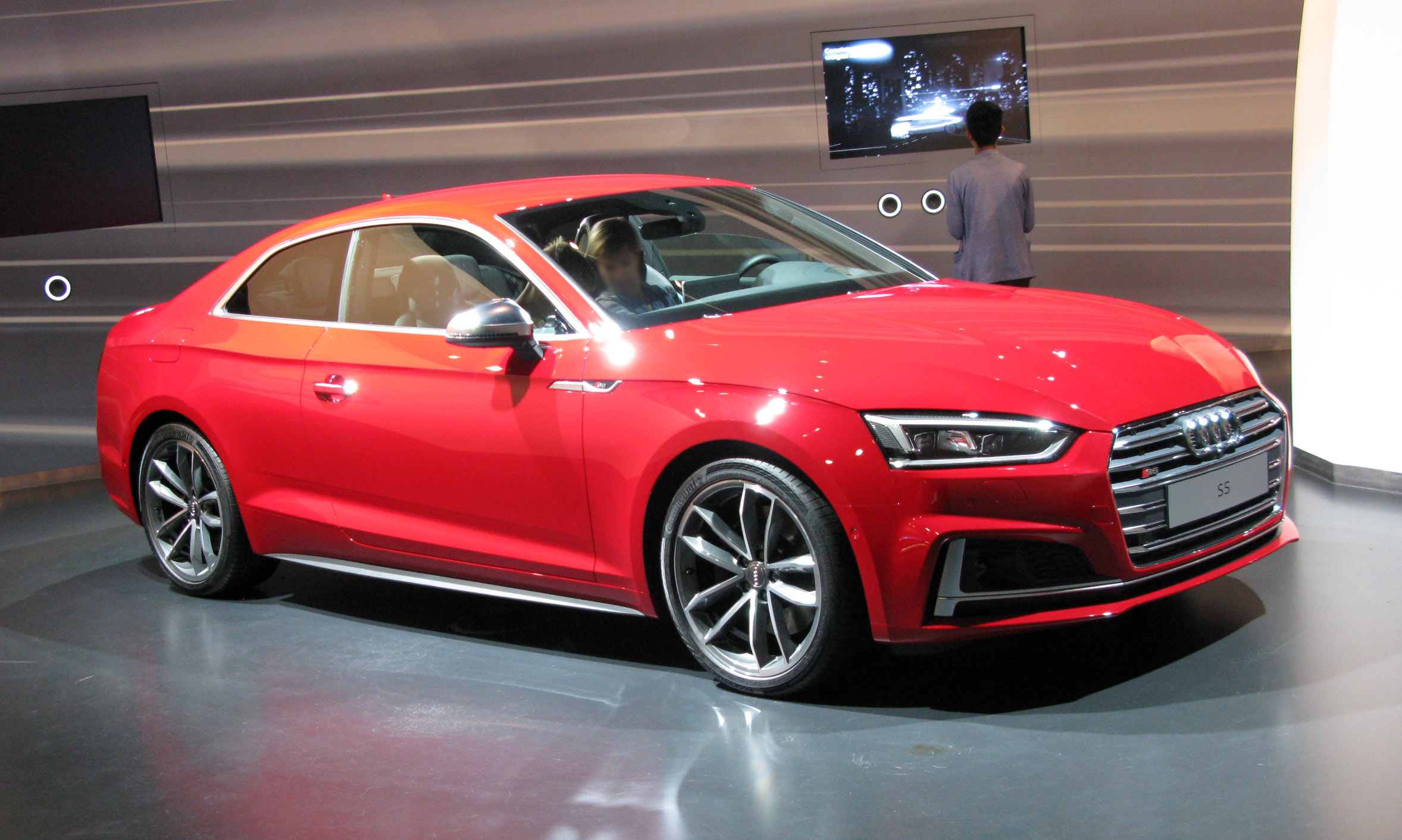
S5 Coupé
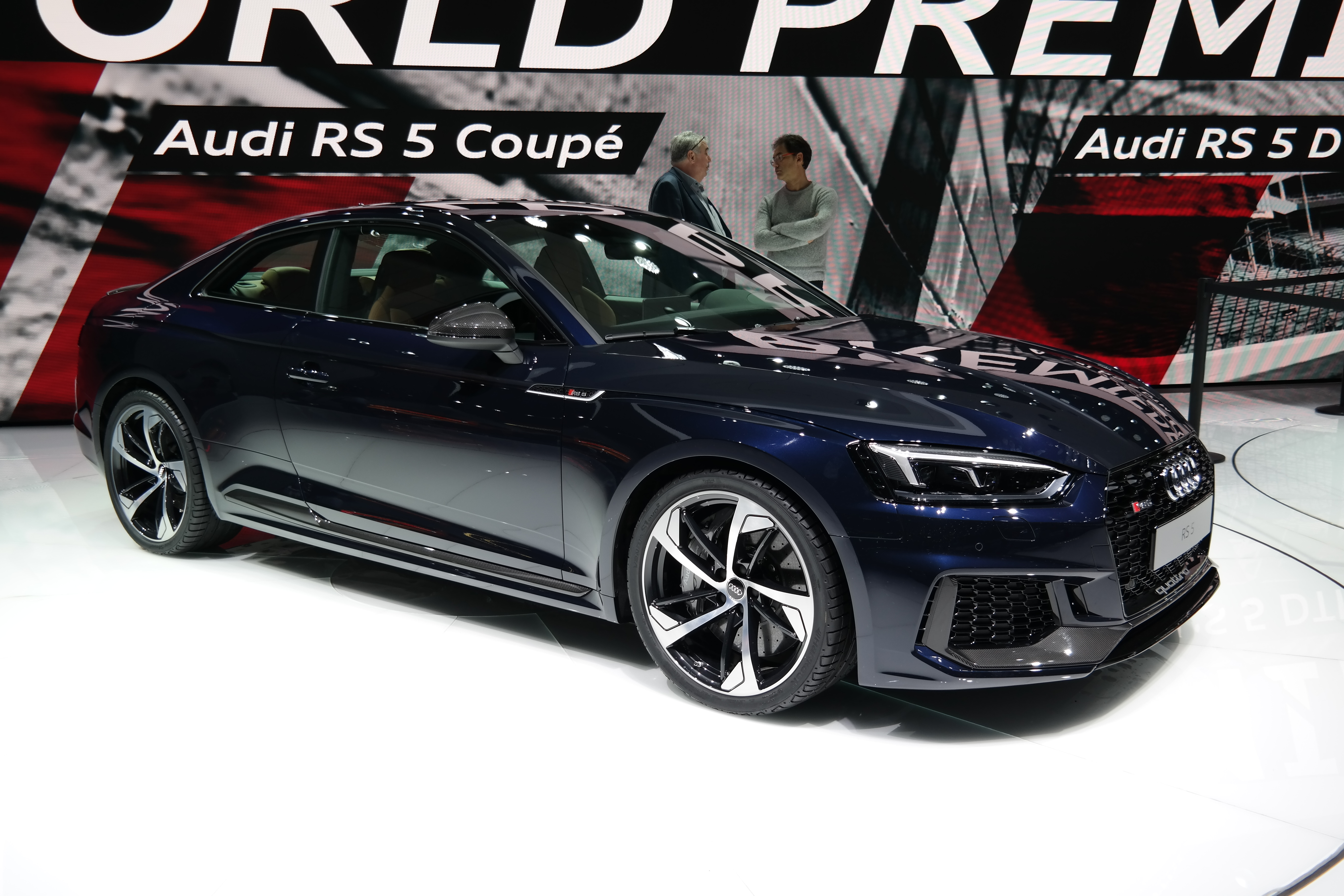
Audi RS 5
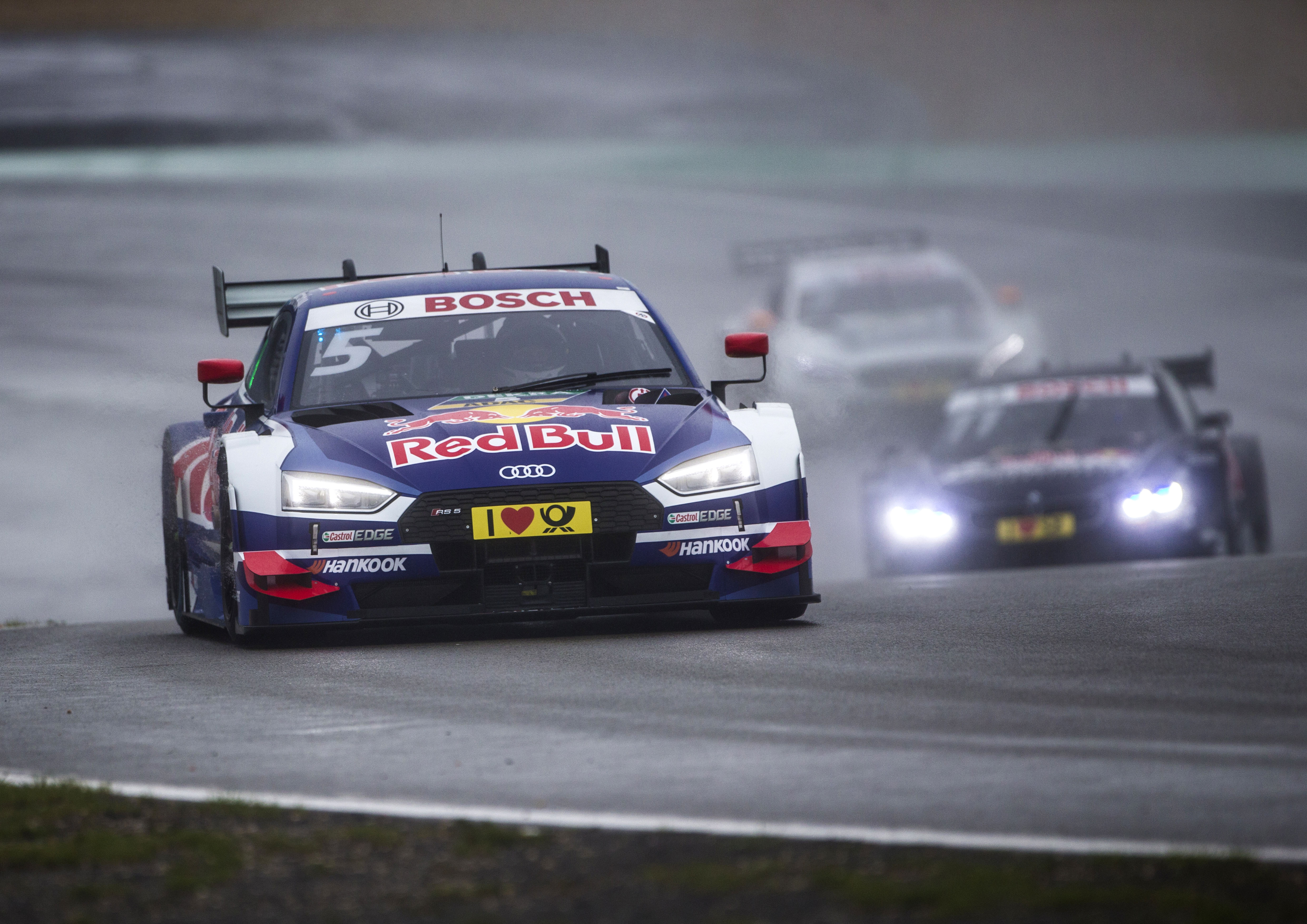
Audi RS 5 DTM

Специальные выпуски
Издание от компании «Пантера». Планировщик продукции Audi of America Энтони Гарбис был награжден за разработку дизайна ограниченной серии из 100 автомобилей RS5 «Panther Edition» (75 Sportback и 25 Coupe) в конце 2019 года. Пакет Panther Еdition стоил 13 800 долларов и включал в себя несколько эксклюзивных опций, в частности: краску с эффектом кристаллов Panther Black, рулевое колесо с плоским дном из алькантары, 20-дюймовые диски с 5 сдвоенными спицами и прострочку Crescendo Red на сиденьях, рулевом колесе и ремнях безопасности.

## Третье поколение
16 июля 2024 года компания Audi изменила название модели A4/S4 в кузовах Limousine (седан) и Avant (универсал) на маркировку A5/S5 в кузовах Limousine (седан) и Аvant (универсал) в рамках новой стратегии Audi по выделению четных номеров для гибридных и электрических автомобилей, а нечетных номеров для автомобилей с двигателем внутреннего сгорания. Модели серии А5/S5 в кузове Coupe (купе) и Cabriolet (кабриолет) будут сняты с производства, серия Sportback (фастбэк) пока под вопросом. 

## Audi A5 в России
| Год  | Audi A5, шт. | Audi A5 Sportback, шт. |
| ---- | ------------ | ---------------------- |
| 2015 | 463          | 593                    |
| 2016 | 384          | 457                    |
| 2017 | 562          | 2996                   |
| 2018 | 755          | 2092                   |
| 2019 | 884          | 1088                   |
| 2020 | 510          | 2105                   |

## Безопасность
Автомобиль прошёл тест Euro NCAP в 2016 году:
| Euro NCAP                                                     | Euro NCAP | Euro NCAP | Euro NCAP             |
| ------------------------------------------------------------- | --------- | --------- | --------------------- |
| · общий рейтинг                                               |           |           |                       |
| 89%                                                           | 87%       | 75%       | 75%                   |
| взрослый пассажир                                             | ребёнок   | пешеход   | активная безопасность |
| Протестированная модель: Audi A5 2.0 TDI S tronic, LHD (2015) |           |           |                       |